# Armand Deweerdt

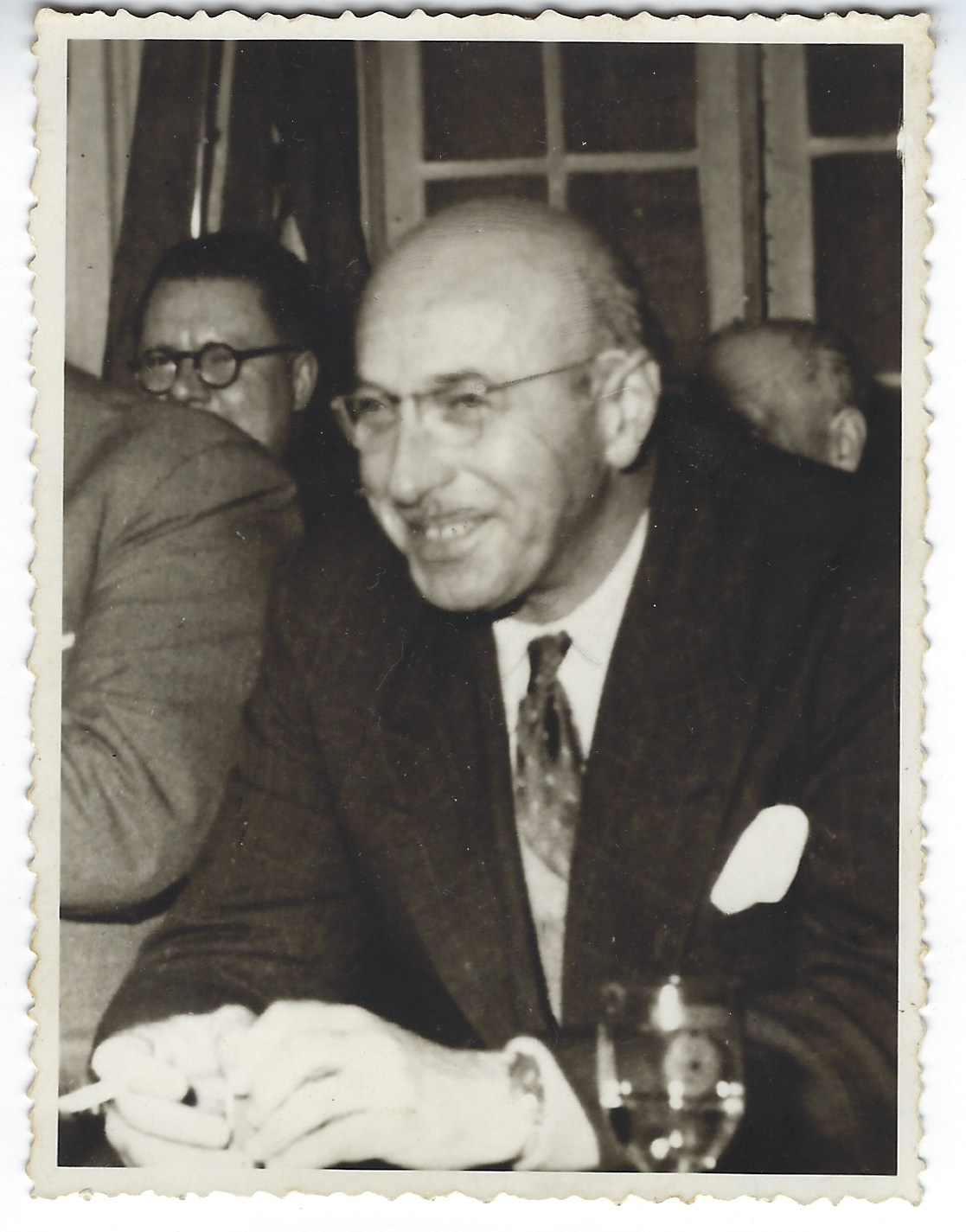
Armand Deweerdt

Armand Deweerdt (Oostende, 26 februari 1902 – aldaar, 29 december 1958) was een Belgische politicus van de Liberale Partij.

## Biografie
Armandus, Augustus, Edmundus Deweerdt was geneesheer-heelkundige (chirurg) ,bezat een eigen kliniek in Menen en was eveneens hoofdgeneesheer van het Rode kruis, Afdeling Menen.
Hij was liberaal burgemeester van de West-Vlaamse stad Menen tijdens twee periodes (1939-1942 en 1944-1947). In 1942 werd hij uit zijn ambt ontzet door toedoen van de Oberfeltkommandant 570 omdat hij eisen van de bezetter niet wilde uitvoeren en omdat hij als arts tal van attesten van medische ongeschiktheid verschafte aan jongeren die wilden ontsnappen aan de verplichte tewerkstelling in Duitsland. Hij werd vervangen door de VNV'er en collaborateur Aimé Maenhout. Na zijn afzetting werd hij actief in het verzet, door mee te werken aan sabotageacties tegen de Duitse bezetter. De codenaam van de groep waar hij hoofd van was luidde MINO. Bij de bevrijding nam Maenhout de vlucht en werd Deweerdt in zijn functie hersteld.Na de oorlog organiseerde hij mede de zuivering en hielp hij mee aan de wederopbouw van Menen. Na 1947 werd hij niet meer herkozen en werd hij gewoon gemeenteraadslid en vervangend volksvertegenwoordiger tot zijn dood in 1958.
Hij was houder van de volgende militaire eretitels:
- Officier-stichter van het Geheim Belgische Leger, Sectie Menen
- Ridder in de Kroonorde
- Ereteken van de Weerstand
- Herinneringsereteken 40-44 met zwaarden
- Kings Medal of Freedom
- Médaille commémorative française 39-45 avec barette "Libération"
- Ereteken War Office

Zijn grote passie was de jacht en het vliegwezen. Hij bezat ook zijn eigen sportvliegtuig, wat uitzonderlijk was in die tijd. In 1947 verwierf hij zijn brevet als piloot. Het vliegtuig was gestald op het vliegveld van Wevelgem en was ingeschreven onder het nummer OO-PUS.
In 1953 werd zijn privékliniek omgedoopt tot Home Armand Deweerdt. Het was gevestigd in de Wahistraat 34, het huidige Ambassador Hotel. Home Armand Deweerdt zou in 1990 overgenomen worden door de vzw CIGB en werd het huidige WZC Huize Ter Walle.
Deweerdt was gehuwd met Elza Clementina Spaey en had drie kinderen.
Hij overleed op 56-jarige leeftijd aan de gevolgen van kanker op 29 december 1958 en werd begraven op de Stedelijke begraafplaats Zandputstraat van Menen (Blok 2, grafsteen N°8).